# Grön snödroppe
Grön snödroppe (Galanthus woronowii) är en amaryllisväxtart som beskrevs av A.S.Losina- Losinskaja. Enligt Catalogue of Life ingår Grön snödroppe i släktet snödroppar och familjen amaryllisväxter, men enligt Dyntaxa är tillhörigheten istället släktet snödroppar och familjen amaryllisväxter. Arten förekommer tillfälligt i Sverige, men reproducerar sig inte. Inga underarter finns listade i Catalogue of Life.

## Bildgalleri

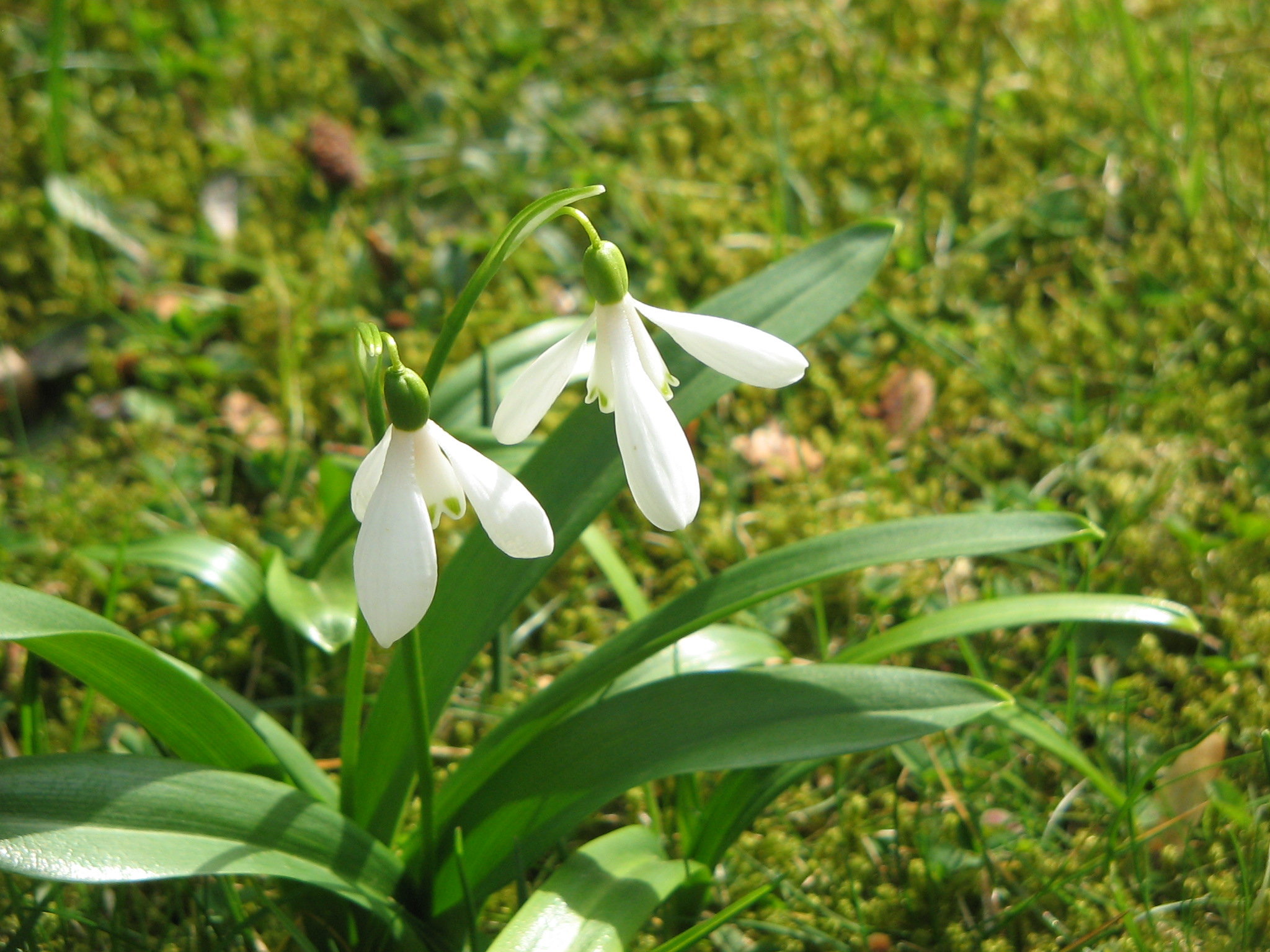
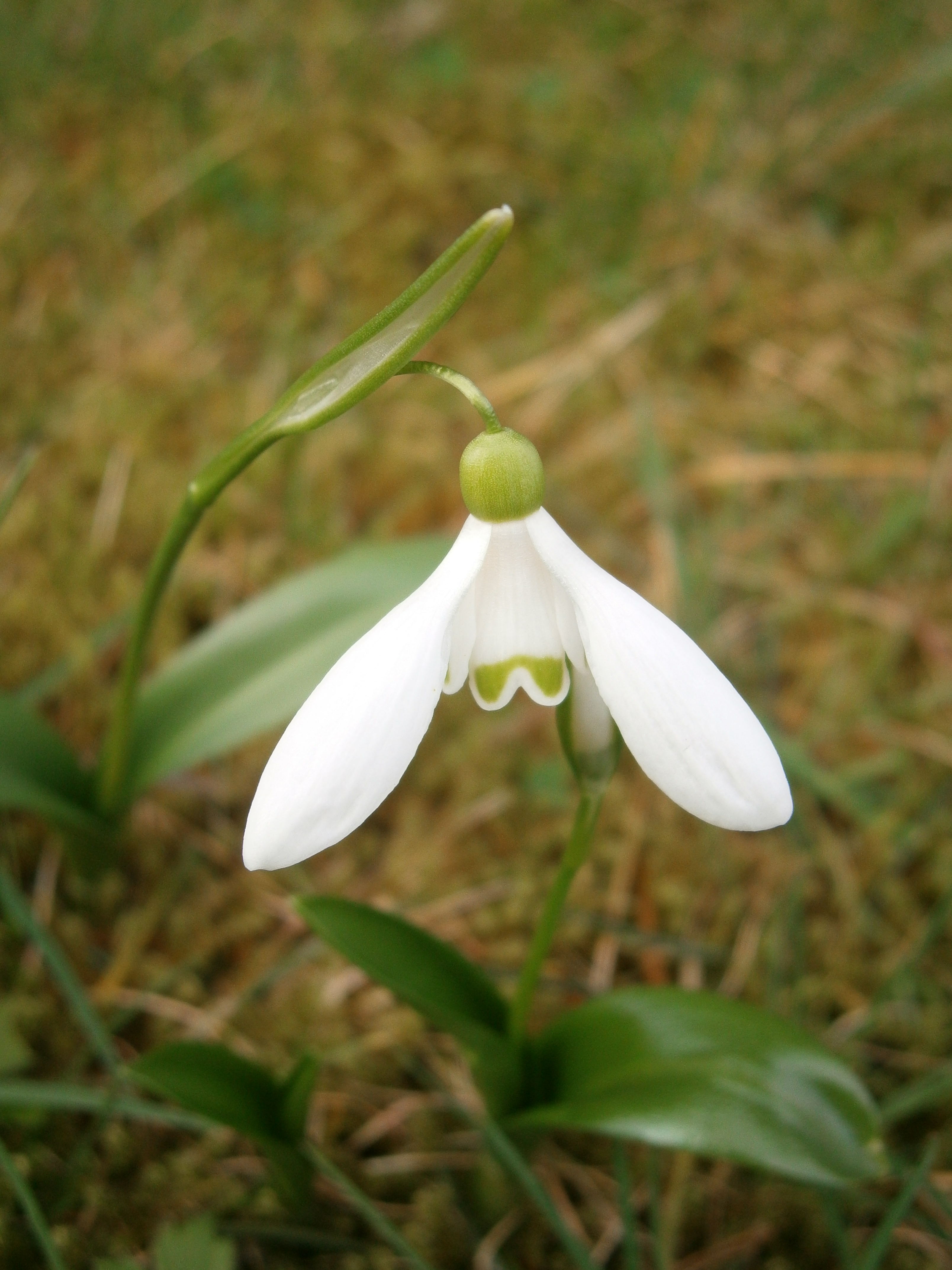
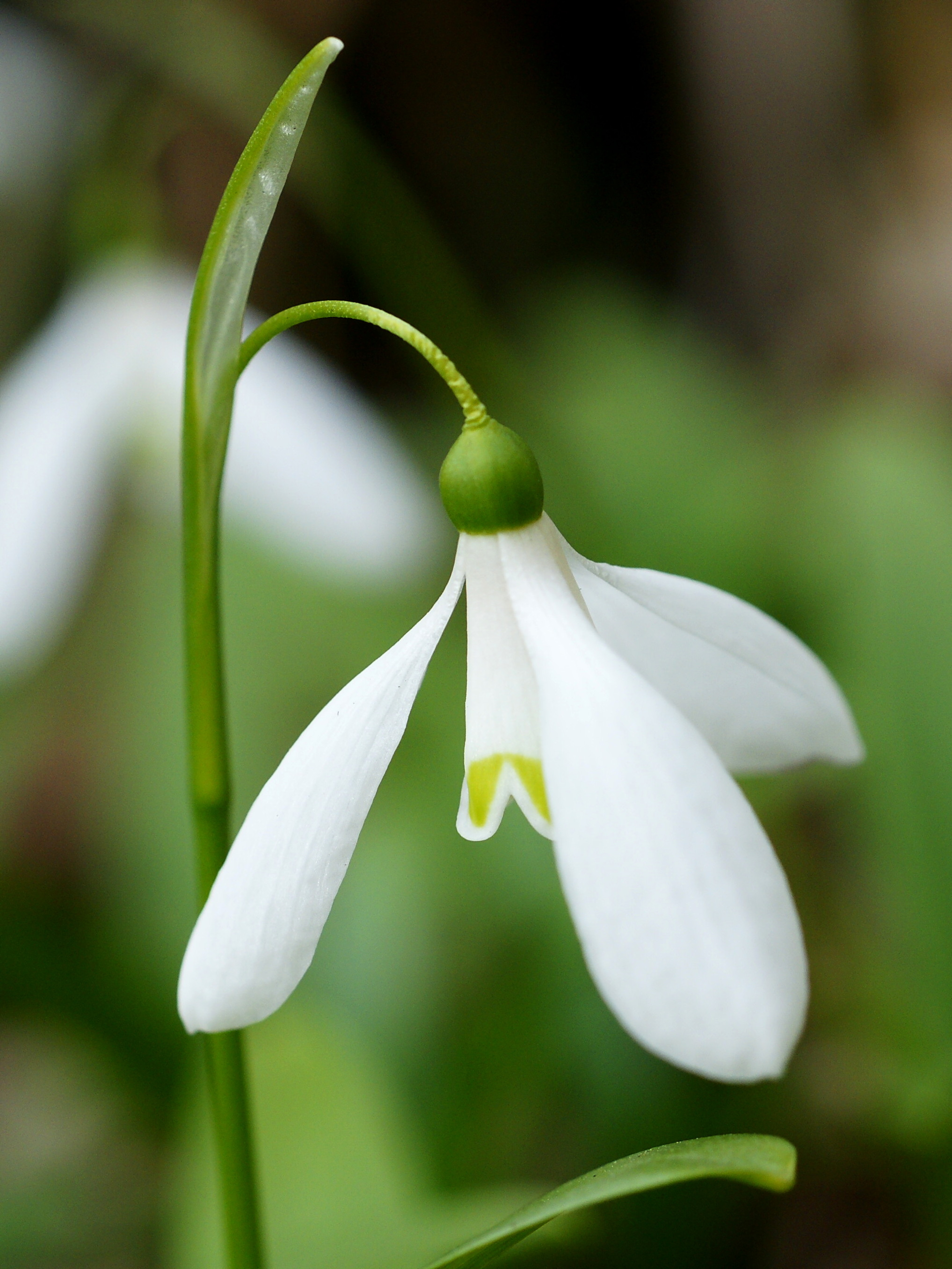
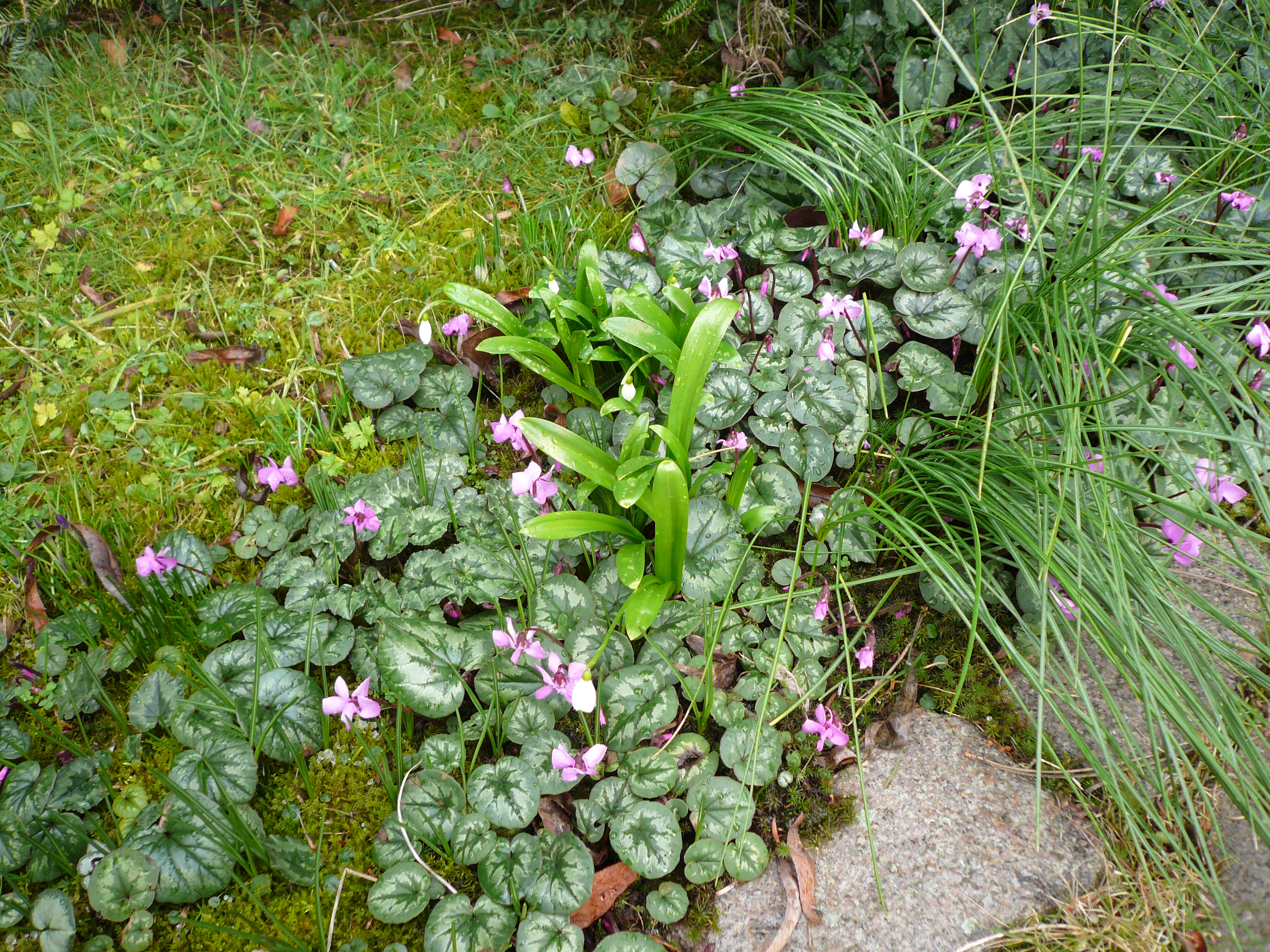
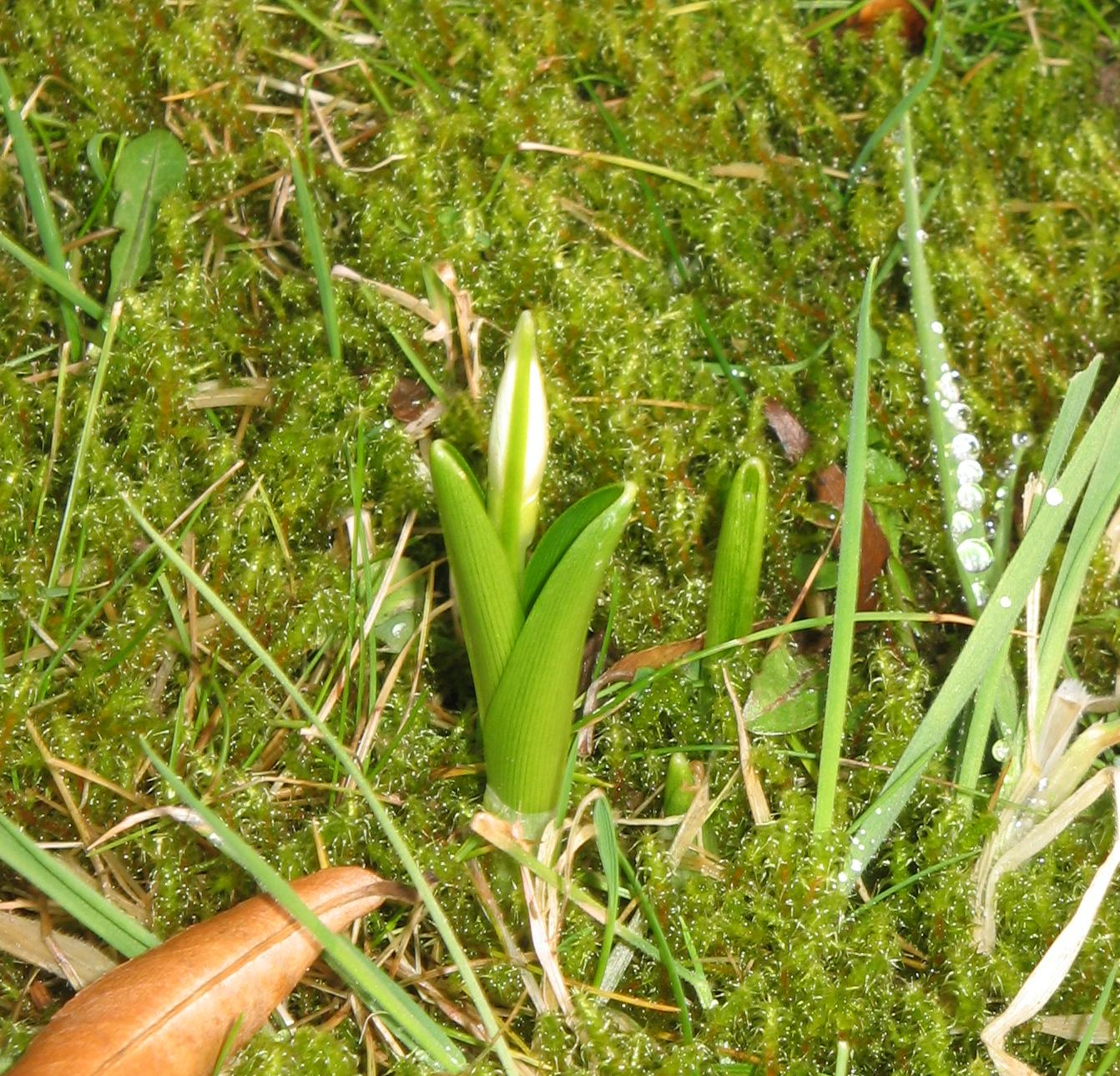